# 国鉄シ10形貨車
国鉄シ10形貨車（こくてつシ10がたかしゃ）は、1924年（大正13年）に2両が製作され、鉄道省およびその後身である日本国有鉄道に車籍を有した12トン積み低床式大物車である。大正期には明治44年称号規程でホシウ70形に分類されていたが、ホシウ70形の18両のうち、車体長と搭載荷重により昭和3年称号規程で区分した2両（ホシウ83・ホシウ84）が本形式（シ10・シ11）に区分された。
同じホシウ70形から区分されたシ1形と同様に、鉄道車両メーカーが納入先へ鉄道車両を輸送するために製造したものである。低床式であるが、この低床部分は搭載する鉄道車両の床下機器などを避けるために設けられているもので、この部分に荷重を掛けることはできないものであった。
シ1形に比べて約1 フィート全長が長く、全長15,916 mm（車体長15,240mm）であった。このためにシ1形と区分されたと考えられている。構造は類似しており、補強のためのトラス棒を備えており、車体は鋲接で組み立てられていた。同様に当初は側ブレーキのみであり、昭和30年代になって空気ブレーキを装備した。
製造と所有は田中車輌で、片町駅を常備駅としていた。後に改称により近畿車輛の所有となり、徳庵駅常備となった。1968年10月ダイヤ改正（ヨンサントオ）に際して65 km/h制限に指定され、制限を示す黄色の帯を車体に巻いた。1976年（昭和51年）4月19日に、2両とも廃車となった。